# Sarcophaga confusa
Sarcophaga confusa är en tvåvingeart som först beskrevs av Guilherme A.M.Lopes 1967.  Sarcophaga confusa ingår i släktet Sarcophaga och familjen köttflugor. Inga underarter finns listade i Catalogue of Life.